# 도리이촌 (시마네현)
도리이촌(鳥井村)은 일본 시마네현 아노군에 설치되었던 촌이다. 현재의 오다시의 일부에 해당한다.